# Papuahabicht
Der Papuahabicht, auch Meyerhabicht, (Astur meyerianus, Synonym: Accipiter meyerianus) ist ein Greifvogel der auf den Molukken, in Neuguinea und auf dem Bismarck-Archipel vorkommt.
Der Lebensraum umfasst tropischen oder subtropischen feuchten Tief- und Bergwald meist oberhalb von 1200 m bis mindestens 2700 m Höhe.
Der Artzusatz bezieht sich auf Adolf Bernhard Meyer.

## Merkmale
Dieser Vogel ist 43 bis 53 cm groß, das Männchen wiegt etwa 530 g, das wesentlich größere Weibchen etwa 1100 g, die Flügelspannweite beträgt 86 bis 105 cm. Er ist also ein ziemlich großer Habicht mit langen gerundeten Flügeln, großem, im Fluge vorgestrecktem Kopf, kurzem Schwanz mit 3 bis 4 diskreten grauen Binden, einem massigen Schnabel, kurzen, kräftigen Beinen und Zehen. Die Oberseite ist schwärzlich, die Unterseite weiß mit graubrauner Bänderung ähnlich dem Habicht (Accipiter gentilis), aber der Kontrast zwischen schwarz und weiß ist deutlicher, außerdem hat er meist einige weiße Federn an der Haube. Die Augen sind rot, die Wachshaut ist grünlich-grau. Jungvögel sind auf der Oberseite gefleckt dunkelbraun mit rotbraunen Federrändern, besonders am Scheitel und Rumpf, haben einen rotbraunen Überaugenstreif und einen gebänderten Schwanz. Die Iris ist matt gelb.
Die Art ist monotypisch.

## Stimme
Der Ruf wird als ziemlich hohes, leicht heiseres „ka-ah“ beschrieben oder als lautes, hohes „ka-ah ka-ah ka-ah“.

## Lebensweise
Über die Nahrung ist wenig bekannt, vermutlich Vögel aller Art, einschließlich Albertistaube (Gymnophaps albertisii), auch freilaufende Hühnervögel, die als Lauerjäger von Ansitzen mit großem Überblick sowie am frühen Morgen im Fluge über Futterflächen von Tauben in der Luft erbeutet werden.
Die Brutzeit ist nicht sicher bekannt, das Nest befindet sich in sehr hohen Bäumen. Das Gelege besteht aus 3 Eiern, die von beiden Elternvögeln bebrütet werden.

## Gefährdungssituation
Die Art gilt als nicht gefährdet (Least Concern) durch Habitatverlust.